# Елефтеріос Хутесіотіс
Елефтеріос Хутесіотіс (грец. Ελευθέριος Χουτεσιώτης, нар. 20 липня 1994) — грецький футболіст, воротар клубу «Атромітос» (Афіни).
Виступав за молодіжну збірну Греції.

## Клубна кар'єра
Народився 20 липня 1994 року. Вихованець футбольної школи клубу «Олімпіакос». До складу основної команди клубу почав залучатися 2014 року. Уперше вийшов на поле у її складі в сезоні 2015/16, на заміну по ходу однієї з ігор чемпіонату. Згодом продовжував бути резервним голкіпером, лише в сезоні 2017/18 провів два матчі у першості Греції.
Попри це у травні 2018 року 24-річний гравець погодився на нову дворічну угоду з рідним клубом.

## Виступи за збірні
2012 року грав у складі юнацької збірної Греції, взяв участь у 6 іграх на юнацькому рівні, пропустивши 9 голів.
Протягом 2015–2016 років залучався до складу молодіжної збірної Греції. На молодіжному рівні зіграв у 4 офіційних матчах, пропустив 6 голів.

## Титули і досягнення
- Чемпіон Греції (3):

«Олімпіакос»: 2014-2015, 2015-2016, 2016-2017
- Володар Кубка Греції (1):

«Олімпіакос»: 2014-2015